# Japón en los Juegos Paralímpicos de Innsbruck 1988
Japón estuvo representado en los Juegos Paralímpicos de Innsbruck 1988 por trece deportistas, once hombres y dos mujeres.

## Medallistas
El equipo paralímpico japonés obtuvo las siguientes medallas:
| Nombre       | Deporte      | Evento                        |
| ------------ | ------------ | ----------------------------- |
| Oro          |              |                               |
| —            |              |                               |
| Plata        |              |                               |
| —            |              |                               |
| Bronce       |              |                               |
| Emiko Ikeda  | Esquí alpino | Eslalon gigante LW10 femenino |
| Tsutomu Mino | Esquí alpino | Eslalon gigante LW1 masculino |